# Ligue 2
Ligue 2 är den franska fotbollsligans näst högsta division för herrar. 
1:an och 2:an går upp direkt till Ligue 1 medan 3:an, 4:an och 5:an får spela ett play off som kan leda till uppflyttning. 4:an och 5:an möts en gång och vinnaren ur det mötet får spela mot 3:an där vinnaren ur det mötet får spela mot den som kom på 18:de plats i Ligue 1 och vinnaren ur det mötet får spela i nästa års Ligue 1. 

## Lag 2021/2022
| - Ajaccio - Amiens SC - Auxerre - SC Bastia - Caen - Dijon FCO - USL Dunkerque - Grenoble Foot - EA Guingamp - Le Havre | - Nancy - Nîmes Olympique - Chamois Niortais FC - Paris FC - Pau FC - Rodez - US Quevilly-Rouen - Sochaux - Toulouse FC - Valenciennes |

## Mästare efter säsong
- 1933–34 : Red Star Paris
- 1934–35 : Metz
- 1935–36 : Rouen
- 1936–37 : Marseille
- 1937–38 : Lens
- 1938–39 : Red Star Paris
- 1939–45 : Uppehåll
- 1945–46 : Nancy
- 1946–47 : Sochaux
- 1947–48 : Nice
- 1948–49 : Lens
- 1949–50 : Nîmes
- 1950–51 : Lyon
- 1951–52 : Stade Français
- 1952–53 : Toulouse
- 1953–54 : Lyon
- 1954–55 : Sedan
- 1955–56 : Rennes
- 1956–57 : Alès
- 1957–58 : Nancy
- 1958–59 : Le Havre
- 1959–60 : Grenoble
- 1960–61 : SO Montpellier
- 1961–62 : Grenoble
- 1962–63 : Saint-Étienne
- 1963–64 : Lille
- 1964–65 : Nice
- 1965–66 : Reims
- 1966–67 : Ajaccio
- 1967–68 : Bastia
- 1968–69 : Angers
- 1969–70 : Nice
- 1970–71 : Paris Saint-Germain
- 1971–72 : Valenciennes
- 1972–73 : Lens
- 1973–74 : Lille
- 1974–75 : Nancy
- 1975–76 : Angers
- 1976–77 : Strasbourg
- 1977–78 : Lille
- 1978–79 : Gueugnon
- 1979–80 : Auxerre
- 1980–81 : Brest
- 1981–82 : Toulouse
- 1982–83 : Rennes
- 1983–84 : Tours
- 1984–85 : Le Havre
- 1985–86 : RC Paris
- 1986–87 : Montpellier
- 1987–88 : Strasbourg
- 1988–89 : Lyon
- 1989–90 : Nancy
- 1990–91 : Le Havre
- 1991–92 : Bordeaux
- 1992–93 : Martigues
- 1993–94 : Nice
- 1994–95 : Marseille
- 1995–96 : Caen
- 1996–97 : Châteauroux
- 1997–98 : Nancy
- 1998–99 : Saint-Étienne
- 1999–2000 : Lille
- 2000–01 : Sochaux
- 2001–02 : Ajaccio
- 2002–03 : Toulouse
- 2003–04 : Saint-Étienne
- 2004–05 : Nancy
- 2005–06 : Valenciennes
- 2006–07 : Metz
- 2007–08 : Le Havre
- 2008–09 : Lens
- 2009–10 : Caen
- 2010–11 : Evian Thonon Gaillard
- 2011–12 : Bastia
- 2012–13 : AS Monaco
- 2013–14 : Metz
- 2014–15 : Troyes
- 2015–16 : Nancy
- 2016–17 : Strasbourg
- 2017–18 : Reims
- 2018–19 : Metz
- 2019–20 : Lorient
- 2020–21 : Troyes